# Щербаков, Валентин Петрович
Валентин Петрович Щербаков (род. 1936 год, Пермская область, РСФСР, СССР) — водитель, Герой Социалистического Труда (1976). Депутат Верховного Совета СССР 10 созыва.

## Биография
Родился в 1936 году в Пермской области.
В 1952 году закончил неполную среднюю школу, после чего работал помощником машиниста.
После окончания шофёрских курсов был призван в армию. С 1955 года по 1959 год служил в пограничных войсках.
После увольнения в запас работал на лесозаготовках в Пермской области. В 1961 году поехал работать на целину в Казахскую ССР, где работал водителем автоколонны № 2552 Целиноградского грузового автотранспортного управления Казахской ССР.
В течение года работал на перевозках различных грузов, летом участвовал в уборке урожая. Довёл автопоезд перевозимого груза до 80 тонн. В 1976 году вывез с убираемых полей на элеватор 8200 тонн зерна. Выполнил личный пятилетний план за три с половиной года. За свой доблестный труд был удостоен в 1976 году звания Героя Социалистического Труда.
Проживает в городе Астана.

## Награды
- Герой Социалистического Труда — Указом Президиума Верховного Совета от 24 декабря 1976 года
- Орден Ленина (1976)

## Источник
- ҚазССР. Қысқаша энциклопедия, т. 2. — Алматы, 1987.